# Barrio El Milagro (Tartagal)
Barrio El Milagro es un barrio de la localidad de General Mosconi, Departamento General José de San Martín, provincia de Salta. Si bien se encuentra en General Mosconi está conurbada con la ciudad de Tartagal.